# Тимошово (Смоленская область)
Тимошо́во   — деревня  в  Смоленской области России,  в Глинковском районе. Население – 6 жителей (2007 год)   Расположена в центральной части области  в 8 км к  северо-западу от села Глинка,  в 18 км северо-западнее  автодороги Р96 Новоалександровский(А101)- Спас-Деменск — Ельня — Починок, на берегу реки Свиная.  В 3 км северо-западнее деревни железнодорожная станция Добромино на линии Смоленск  - Сухиничи. Входит в состав Белохолмского сельского поселения.

## История
В годы Великой Отечественной войны деревня была оккупирована гитлеровскими войсками в июле 1941 года, освобождена в ходе Ельнинско-Дорогобужской операции в 1943 году.